# Nadathara
Nadathara es una ciudad censal situada en el distrito de Thrissur en el estado de Kerala (India). Su población es de 11969 habitantes (2011). Se encuentra a 7 km de Thrissur y a 70 km de Cochín.

## Demografía
Según el censo de 2011 la población de Nadathara era de 11969 habitantes, de los cuales 5848 eran hombres y 6121 eran mujeres. Nadathara tiene una tasa media de alfabetización del 95,04%, superior a la media estatal del 94%: la alfabetización masculina es del 96,94%, y la alfabetización femenina del 93,26%.